# Mínimo de Maunder

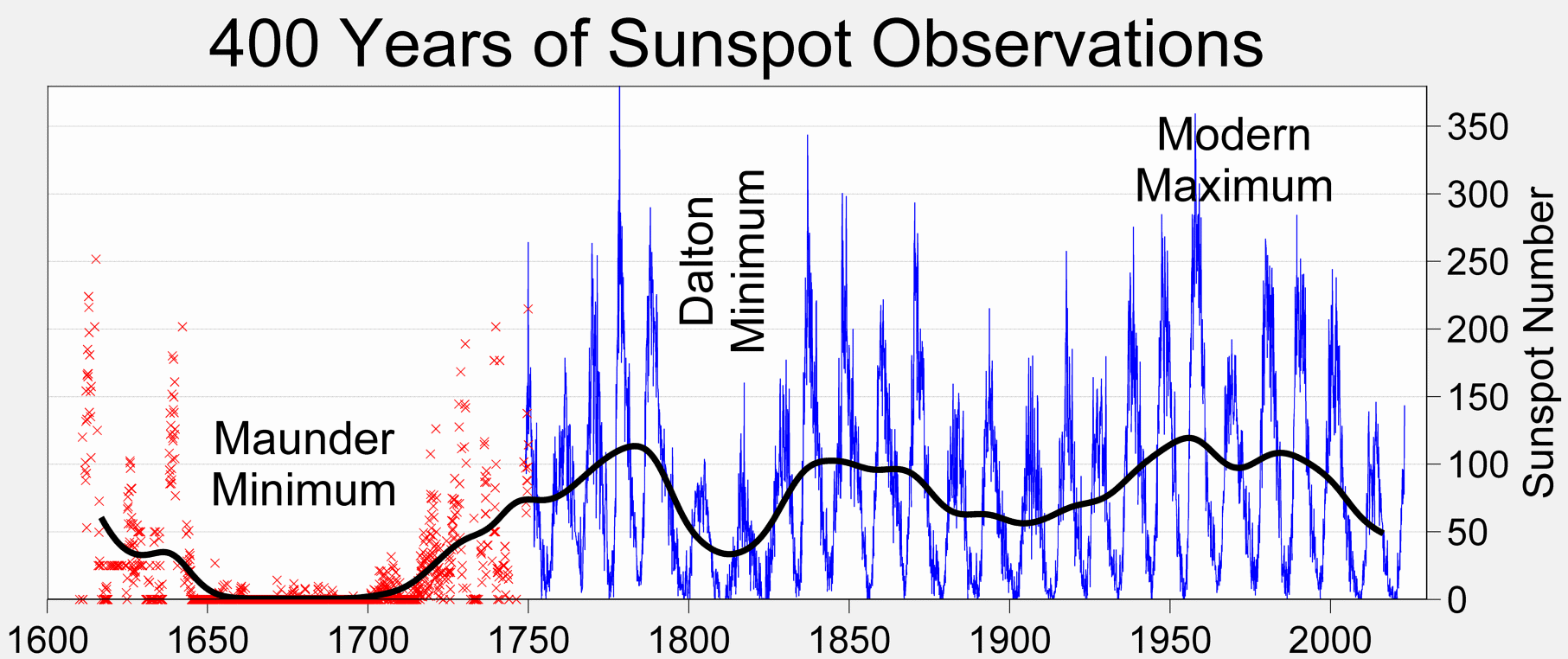
O mínimo de Maunder em uma história de 400 anos de observação de números de manchas solares.

O mínimo de Maunder é o nome utilizado para o período entre 1645 e 1715 por John A. Eddy em um documentário publicado em 1976 no periódico Science, nomeado como The Maunder Minimum, quando manchas solares tornaram-se muito raras em observações do Sol no período. Eddy e astrônomos anteriores nomearam o período em homenagem a Edward W. Maunder, que estudara como as latitudes das manchas solares mudam com o tempo.
Assim como o Mínimo de Dalton e o Mínimo de Spörer, o Mínimo de Maunder coincidiu com um período de temperaturas abaixo da média em toda a Europa.

## Pequena Era Glacial
O Mínimo de Maunder coincidiu com o meio - e mais fria parte - da Pequena Era Glacial, durante a qual a Europa e América do Norte estavam sujeitas a invernos muito mais rigorosos que o normal. Uma conexão de causa-e-efeito entre baixa atividade de manchas solares e invernos rigorosos fora estabelecida usando dados da sonda Solar Radiation and Climate Experiment da NASA, que mostrou que a emissão em ultravioleta do Sol é mais variável ao longo do ciclo solar do que era previamente aceito, e um grupo de cientistas britânicos publicou um artigo no periódico "Nature Geoscience" que liga estas variações a impactos climáticos terrestres na forma de invernos mais brandos em alguns lugares e mais frios em outros. O inverno de 1708 a 1709, coincidente com a contagem histórica mais baixa de manchas solares, o centro do Mínimo de Maunder, foi o inverno mais rigoroso já registrado. 